# 기적의 팀: 샤페코엔시
"기적의 팀: 샤페코엔시"(포르투갈어: Nossa Chape)는 브라질에서 제작된 마이클 짐발리스트, 제프 짐발리스트 감독의 2018년 다큐멘터리 영화이다.

## 출연
- 알랑 후셰우
- 바그너 만치니
- 엘리오 에르미토 잠피에르 네투